# گروه ویژه علاقمند به کشف دانش و داده‌کاوی
گروه ویژه علاقمند به کشف دانش و داده‌کاوی یا SIGKDD، زیرمجموعه ای از انجمن ماشین‌های حسابگر و میزبان یک کنفرانس سالانه اثرگذار است.